# 卡尔·霍尔姆贝里
卡尔·霍尔姆贝里（瑞典語：Carl Holmberg，1884年3月9日—1909年12月1日），瑞典男子体操运动员。他曾获得1908年夏季奥运会体操比赛男子团体全能金牌。

## 家庭
哥哥奥斯瓦尔德·霍尔姆贝里和弟弟阿尔维德·霍尔姆贝里也都是体操运动员。